# 木屋瀬東
木屋瀬東（こやのせひがし）は、福岡県北九州市八幡西区の地名。木屋瀬東一丁目から四丁目の町がある。住居表示実施済み。郵便番号は807-1266。

## 地理
八幡西区の西部南端に位置し、西に木屋瀬、北から東に大字野面に接し、南に直方市と接する。

### 河川
- 普通河川 流川

### 湖沼
- 山浦池

## 地域の特徴
町域の西縁に沿って流川が北流し、東縁に沿って南北に国道200号が走る。平坦な地形に立地する住宅地で、国道沿いには広い駐車場を持つコンビニエンスストアや飲食店が立ち並ぶ。一丁目に北九州市立木屋瀬市民センター、二丁目に山浦公民館、三丁目に北九州市立木屋瀬小学校がある。

## 歴史
かつてこの辺りには大字野面の字、山浦があり、池や公民館にその名を残している。

### 沿革
- 2020年（令和2年）8月1日 - 木屋瀬東一丁目 - 四丁目新設[4]。

### 町名の変遷
| 実施内容          | 実施年月日              | 実施後         | 実施前                       |
| ----------------- | ----------------------- | -------------- | ---------------------------- |
| 町名新設 住居表示 | 2020年（令和2年）8月1日 | 木屋瀬東一丁目 | 大字木屋瀬，大字野面の各一部 |
| 町名新設 住居表示 | 2020年（令和2年）8月1日 | 木屋瀬東二丁目 | 大字野面の一部               |
| 町名新設 住居表示 | 2020年（令和2年）8月1日 | 木屋瀬東三丁目 | 大字野面の一部               |
| 町名新設 住居表示 | 2020年（令和2年）8月1日 | 木屋瀬東四丁目 | 大字野面の一部               |

## 世帯数と人口
2025年（令和7年）3月31日現在（北九州市発表）の世帯数と人口は以下の通りである。
| 町             | 世帯数  | 人口  |
| -------------- | ------- | ----- |
| 木屋瀬東一丁目 | 110世帯 | 244人 |
| 木屋瀬東二丁目 | 92世帯  | 224人 |
| 木屋瀬東三丁目 | 80世帯  | 141人 |
| 木屋瀬東四丁目 | 42世帯  | 72人  |
| 計             | 324世帯 | 681人 |

### 人口の変遷
国勢調査による人口の推移。
| 1995年（平成7年）  | - 人  | [ 5 ]  |  |
| 2000年（平成12年） | - 人  | [ 6 ]  |  |
| 2005年（平成17年） | - 人  | [ 7 ]  |  |
| 2010年（平成22年） | - 人  | [ 8 ]  |  |
| 2015年（平成27年） | - 人  | [ 9 ]  |  |
| 2020年（令和2年）  | 716人 | [ 10 ] |  |

### 世帯数の変遷
国勢調査による世帯数の推移。
| 1995年（平成7年）  | - 世帯  | [ 5 ]  |  |
| 2000年（平成12年） | - 世帯  | [ 6 ]  |  |
| 2005年（平成17年） | - 世帯  | [ 7 ]  |  |
| 2010年（平成22年） | - 世帯  | [ 8 ]  |  |
| 2015年（平成27年） | - 世帯  | [ 9 ]  |  |
| 2020年（令和2年）  | 257世帯 | [ 10 ] |  |

## 学区
市立小・中学校に通う場合、学区は以下の通りとなる。
| 町             | 街区 | 小学校                 | 中学校                 |
| -------------- | ---- | ---------------------- | ---------------------- |
| 木屋瀬東一丁目 | 全域 | 北九州市立木屋瀬小学校 | 北九州市立木屋瀬中学校 |
| 木屋瀬東二丁目 | 全域 | 北九州市立木屋瀬小学校 | 北九州市立木屋瀬中学校 |
| 木屋瀬東三丁目 | 全域 | 北九州市立木屋瀬小学校 | 北九州市立木屋瀬中学校 |
| 木屋瀬東四丁目 | 全域 | 北九州市立木屋瀬小学校 | 北九州市立木屋瀬中学校 |

## 交通

### バス
| 運行事業者                        | 停留所             | 系統 |
| --------------------------------- | ------------------ | ---- |
| 西鉄バス筑豊                      | 山浦               | 急行 |
| おでかけ交通 (運行：第一観光バス) | 木屋瀬市民センター |      |
| おでかけ交通 (運行：第一観光バス) | 医療団地           |      |
| おでかけ交通 (運行：第一観光バス) | 西田医院前         |      |

### 道路
- 国道200号

## 施設

### 公共施設
- 北九州市立木屋瀬市民センター
- 山浦公民館

### 教育施設
- 北九州市立木屋瀬小学校

### 公園
- 木屋瀬公園
- 木屋瀬ニュータウン公園